# 马夸特施泰因
马夸特施泰因是德国巴伐利亚州的一个市镇。总面积13.42平方公里，总人口3166人，其中男性1496人，女性1670人（2011年12月31日），人口密度236人/平方公里。